# Симмонс, Эйден
Эйден Симмонс (англ. Aidan Simmons; род. 26 мая 2003) — австралийский футболист, защитник клуба «Уэстерн Сидней Уондерерс».

## Клубная карьера
Симмонс — воспитанник клубов «Сент-Джоржд» и «Сидней». В 2022 году игрок подписал контракт с «Уэстерн Сидней Уондерерс». 18 декабря в матче против «Уэстерн Юнайтед» он дебютировал в A-Лиге. 21 апреля 2023 года в поединке против «Веллингтон Феникс» Эйден забил свой первый гол за «Уэстерн Сидней Уондерерс».

## Международная карьера
В 2023 году в составе молодёжной сборной Австралии Симмонс принял участие в молодёжном Кубке Азии в Узбекистане. На турнире он сыграл в матчах против команд Вьетнама, Ирана и Узбекистана. В поединке против иранцев Эйден забил гол.